# Kylling
Kyllinger er hønsefugles unger.

## Hønsekyllinger
Kyllinger af høns har dun, når de bliver klækket efter 21 dages rugning og ofte en anden farve end de voksne dyr. Selvom de straks kan gå rundt og søge efter føde, vil rugehønen holde dem samlet et døgn i reden efter klækningen for at få de sidst klækkede kyllinger med.
Kyllingerne følger rundt efter deres hønemor – den, der har udruget dem, ikke nødvendigvis deres biologiske mor.
Hønen viser kyllingerne, hvad der er mad ved at pikke demonstrativt i maden og sige en karakteristisk lyd. Des bedre mad, des mere hysterisk tonefald. Hønen vil også løfte mad og smide den igen for at vise kyllingerne den.
En hønemor klukker konstant for at holde kyllingerne samlet. Hun kan ikke tælle dem eller hente en evt. manglende kylling, så kyllingerne må selv sørge for at holde sig tæt til hende. De første par uger har kyllingerne brug for at blive varmet under hønemors vinger.
Kyllinger vokser hurtigt og skifter efter ca 9 uger (eller kortere tid for slagtehøns vedkommende) fjer til voksenfjerdragt.
En kylling er voksen efter 4 – 6 måneder. Voksne høns og haner får rød kam og hagelapper. Hønen begynder at lægge æg, og hanen giver sig til at gale.

## Andet
- En 10 cl Snapsflaske kaldes i folkemunde en kylling.

- Wikimedia Commons har flere filer relateret til Kylling